# Nymphon megacheles
Nymphon megacheles är en havsspindelart som beskrevs av Child, C.A. 1988. Nymphon megacheles ingår i släktet Nymphon och familjen Nymphonidae. Inga underarter finns listade i Catalogue of Life.